# Modranská keramika

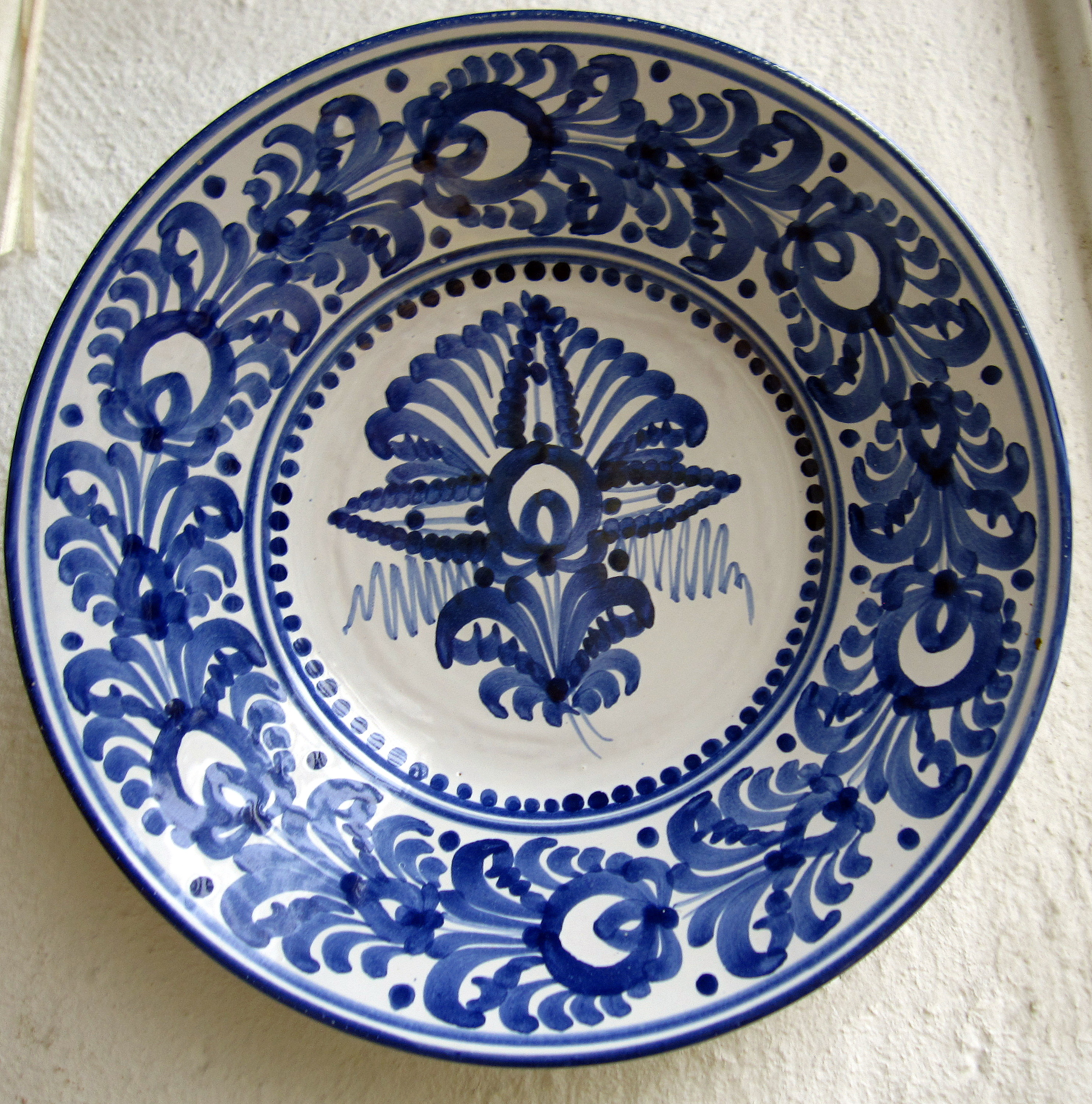
Talíř z modranské keramiky, Modra, Malokarpatská vinařská oblast - modrý dezén

Modranská keramika je označení výrobků vyráběných z pálené hlíny ve městě Modra na Slovensku. Její historie sahá do 14. století. Původní tvorba keramiky úzce souvisela s vinařstvím a vinohradnictvím. Rozvinula se v 17. století, kdy začaly v Modře vznikat první cechy a usídlili se zde habánští hrnčíři. Největší rozvoj byl zaznamenán v 18. století.
Modranská majolika se vyrábí z dvakrát vypalované hlíny. Glazované a malované motivy mají čtyři základní provedení:
- pestré
- zelené
- modré
- habánské

V současnosti se malují vzory podle vzorníku, který sesbíral a vytvořil Heřman Landsfeld začátkem 20. století. Kaolinová hlína pochází z ložisek v okolí města. Teplota při druhém vypalování dosahuje 1020 °C. Značková modranská majolika je točená, tvarovaná, glazovaná a malovaná výhradně ručně. Originální modranská keramika se prodává pouze pod chráněnou značkou.

## Historie výroby keramiky v Modře[3]
Původní výroba probíhala v dnes chráněném objektu technické památky, jejíž základ tvoří hradební systém s baštou z roku 1610. Jeho severozápadní kruhovitá obranná věž zvaná „Červená“ dnes slouží jako Galerie národního umělce Ignáce Bizmayera.
První hrnčířský cech byl v Modře založen v roce 1636. V období 1870–1880 zde existoval hrnčířský spolek Užitkové hrnčířské nádoby z Modry.
V roce 1883 byla založena Státní dílna džbánkařská, kterou později začalo spravovat město a založilo při ní Keramickou školu pod vedením Jozefa Mirky.
V roce 1911 byla Státní dílna džbánkařská pozměněna na Dílnu na dopracovávání keramického zboží, akciovou společnost Žák a spol. Podílníky v ní byli i Samuel Zoch a architekt Dušan Jurkovič.
V roce 1923 byla tato dílna přeregistrována na název Slovenská keramika a v roce 1952 na výrobní družstvo Slovenská lidová majolika.
Nepřetržitá výroba majoliky během staletí přitáhla do Modry mnoho osobností kultury a mistrů keramiků. Působili zde mimo jiné habánský keramik Heřman Lansfeld a národní umělec Ignác Bizmayer.
Ve městě se nachází i Muzeum Ľudovíta Štúra, v němž jsou soustředěny sbírky historické keramiky. Dokumentují různé styly a fáze vývoje modranské keramiky.
V současnosti (2012) je v Muzeu Ľudovíta Štúra výstava malíře majoliky Michala Petráše, jehož umění se rozvíjelo i pod vlivem džbánkáře Jána Karabelliho.

## Galerie ukázek – pestrý dezén

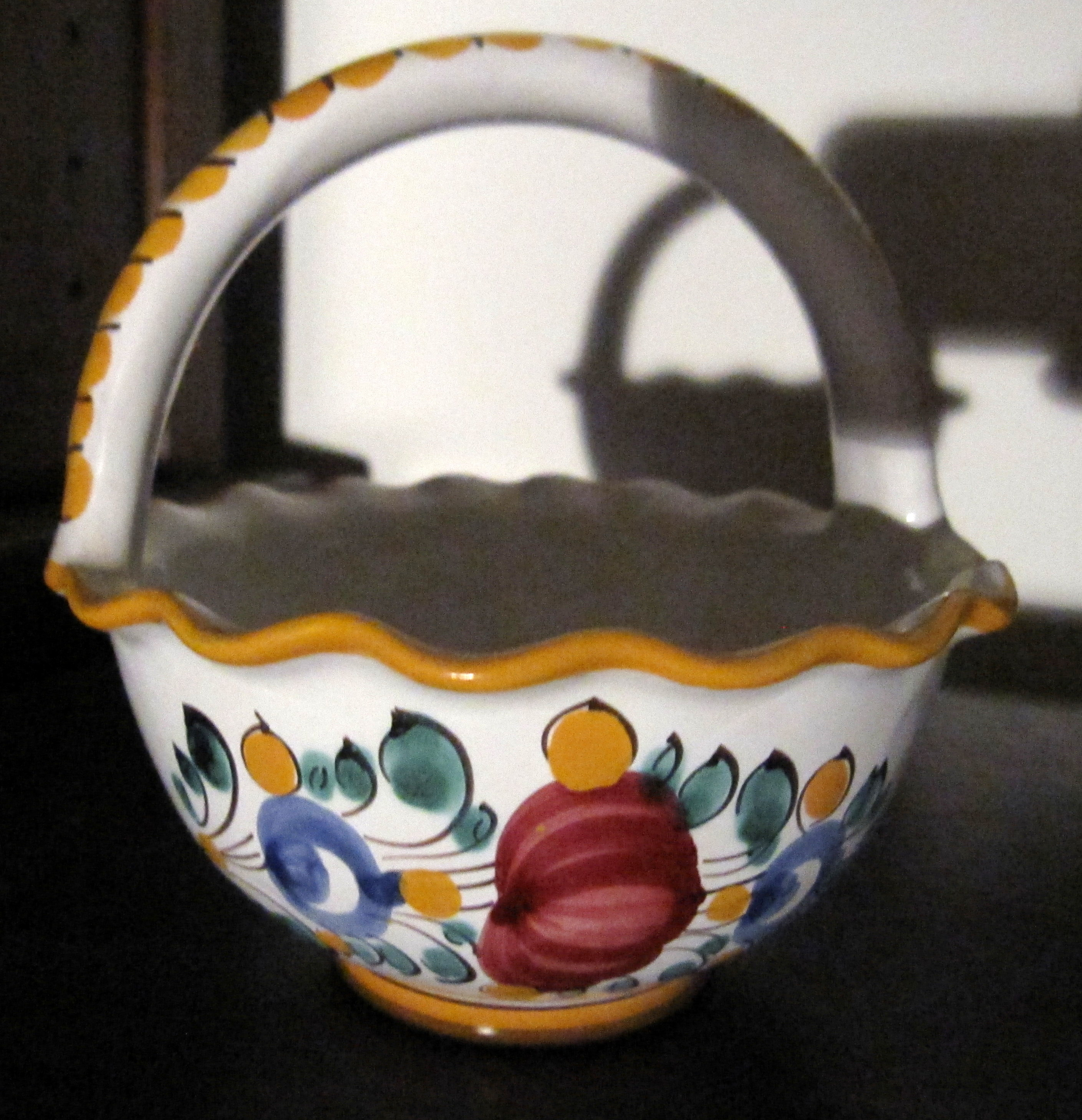
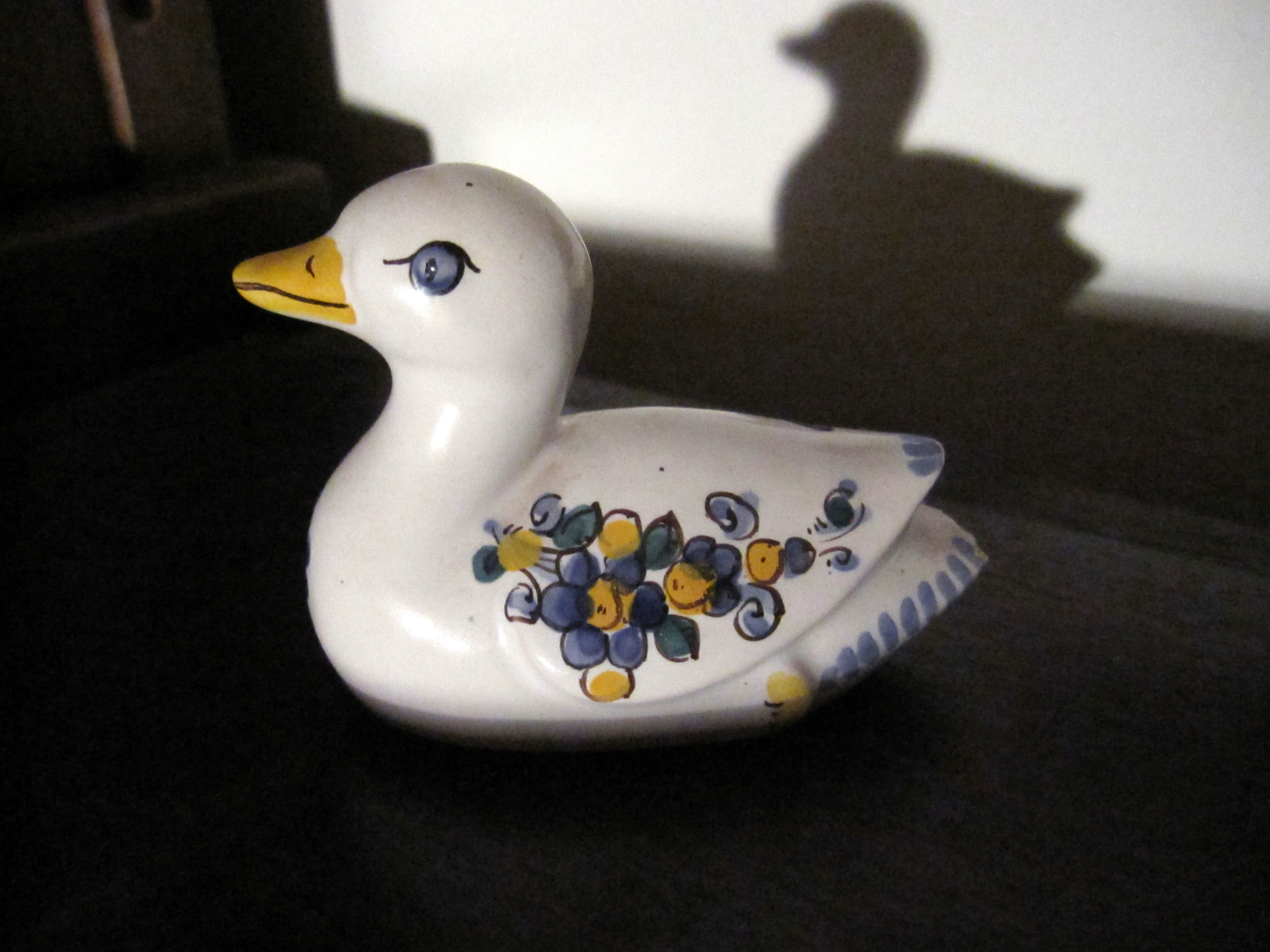
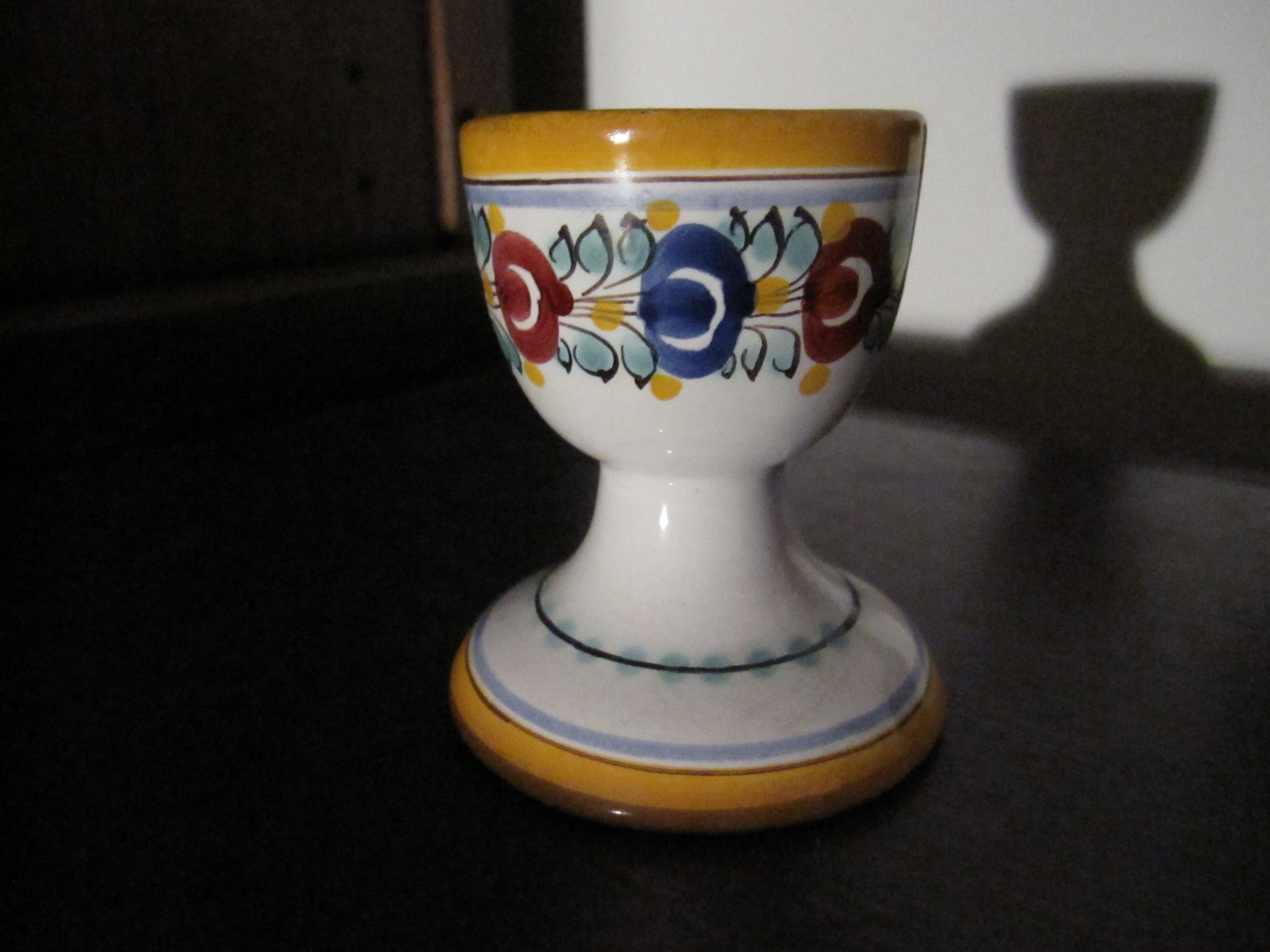
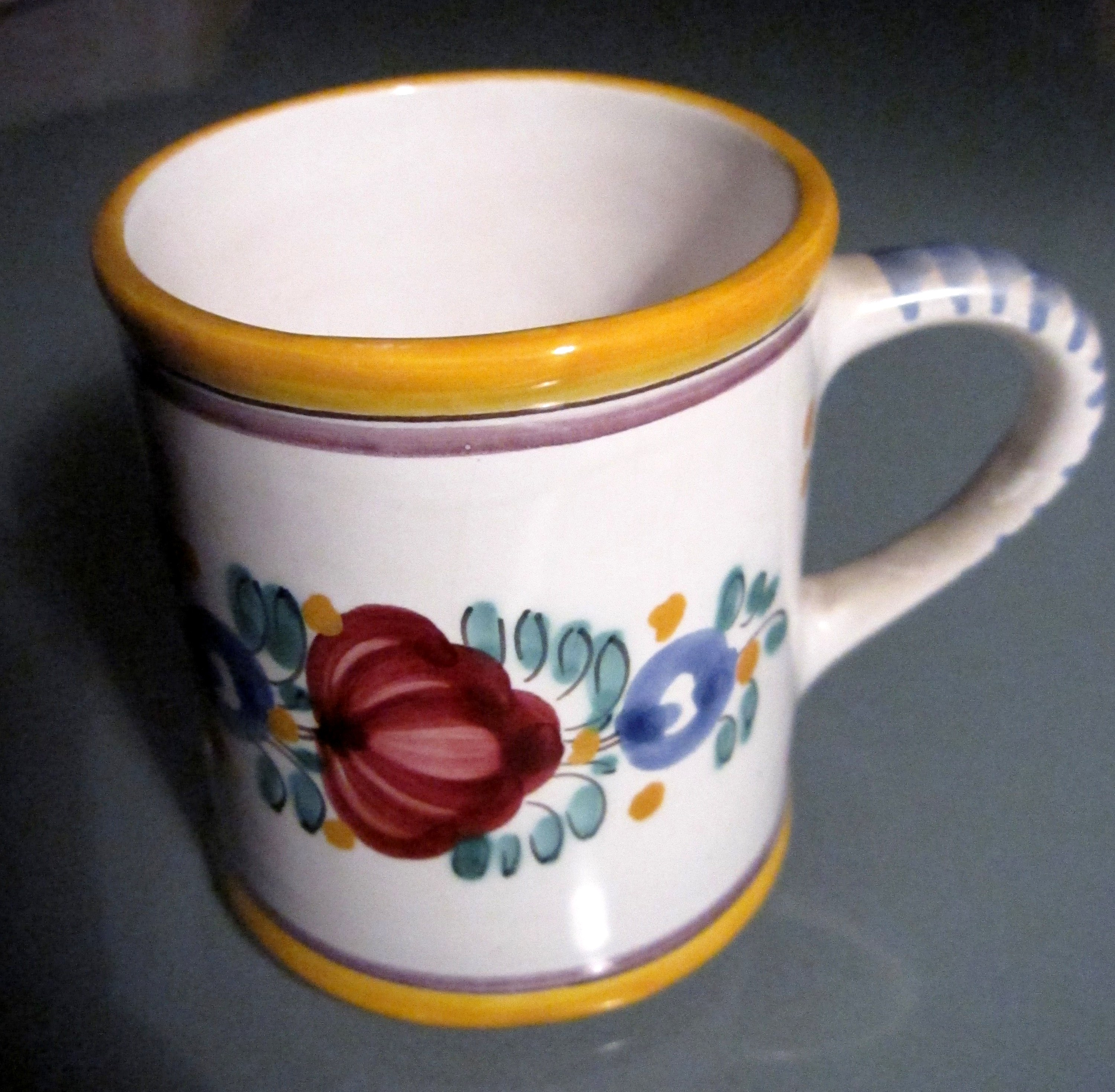
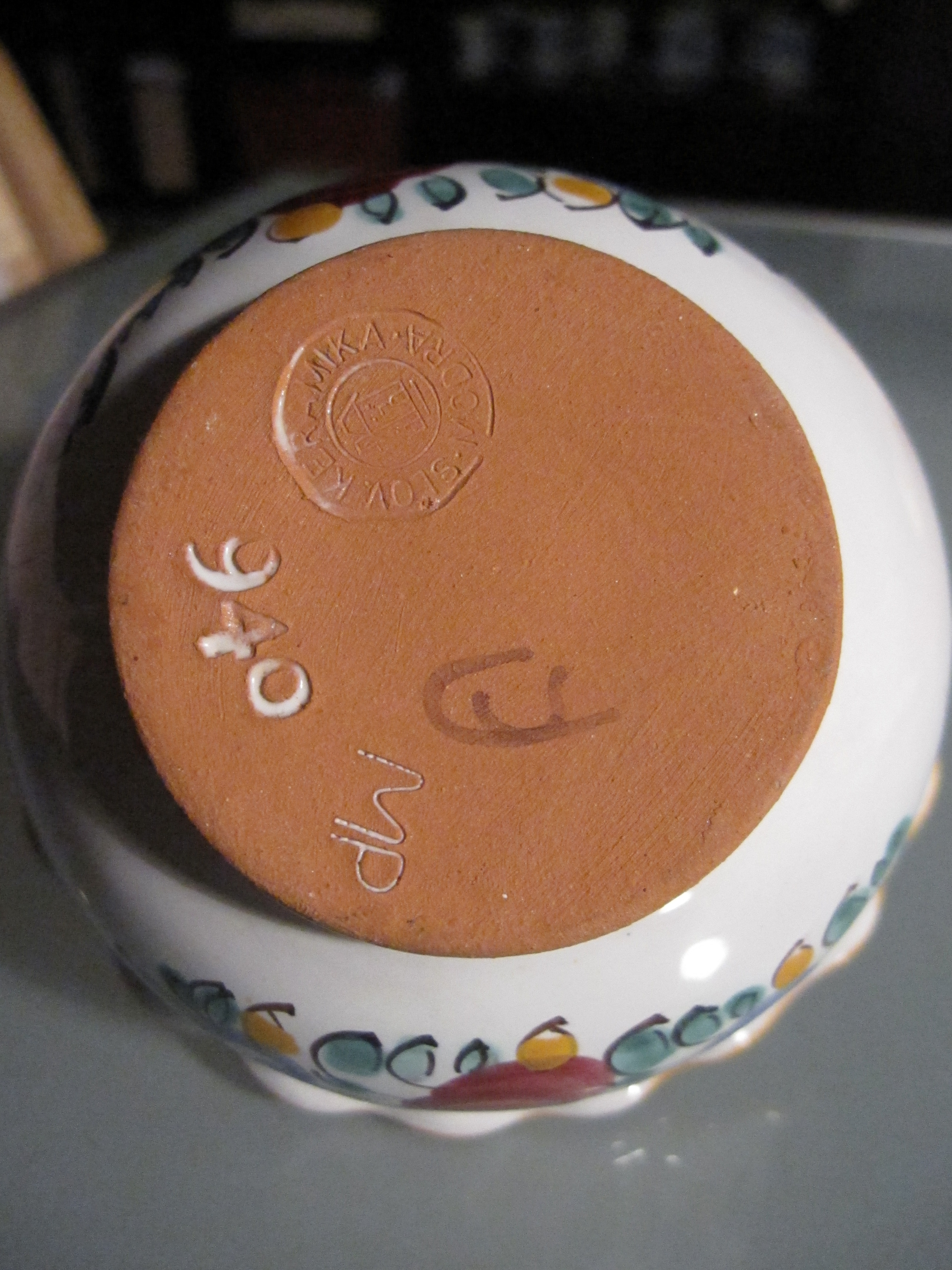
signatura na košíku
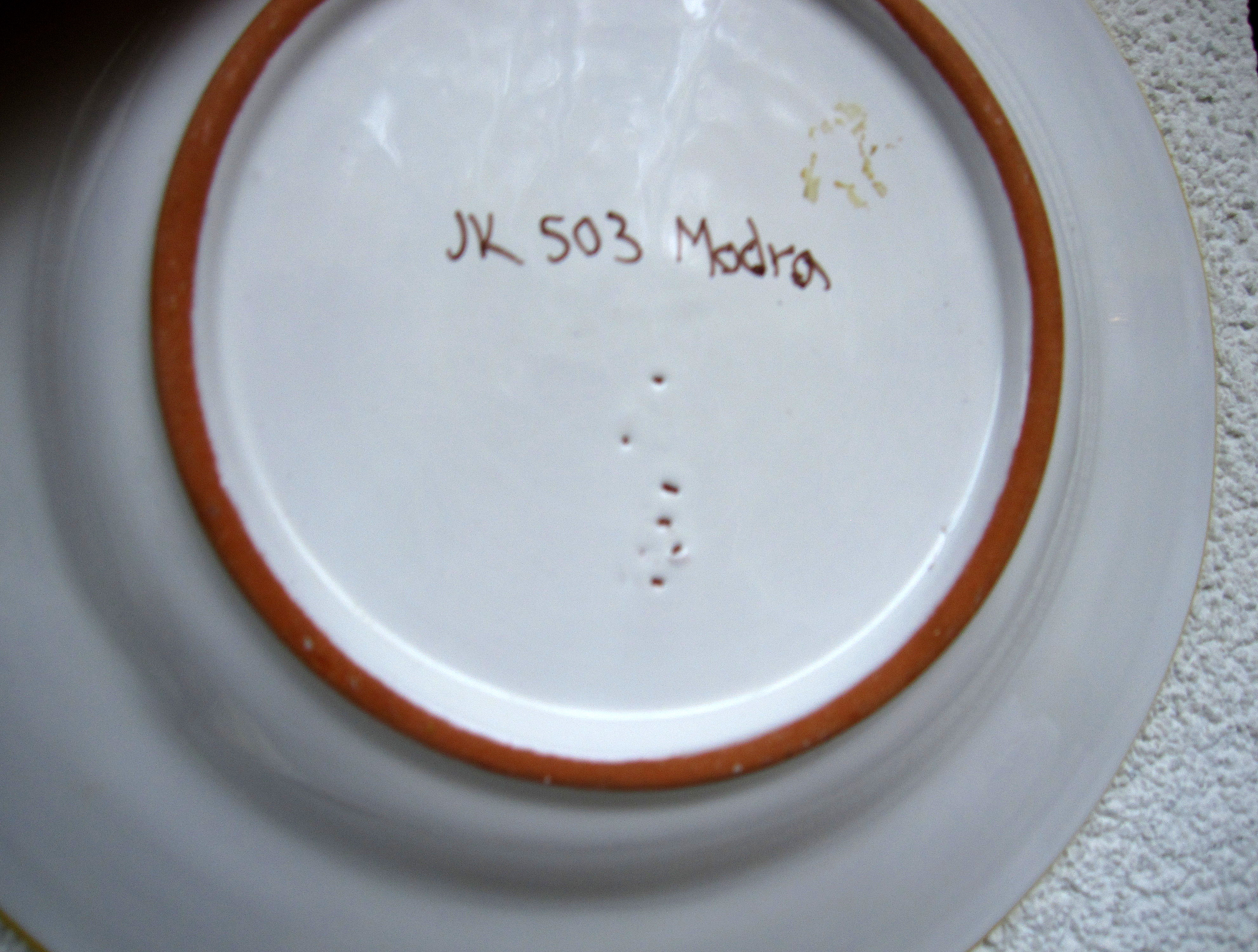
signatura na talíří
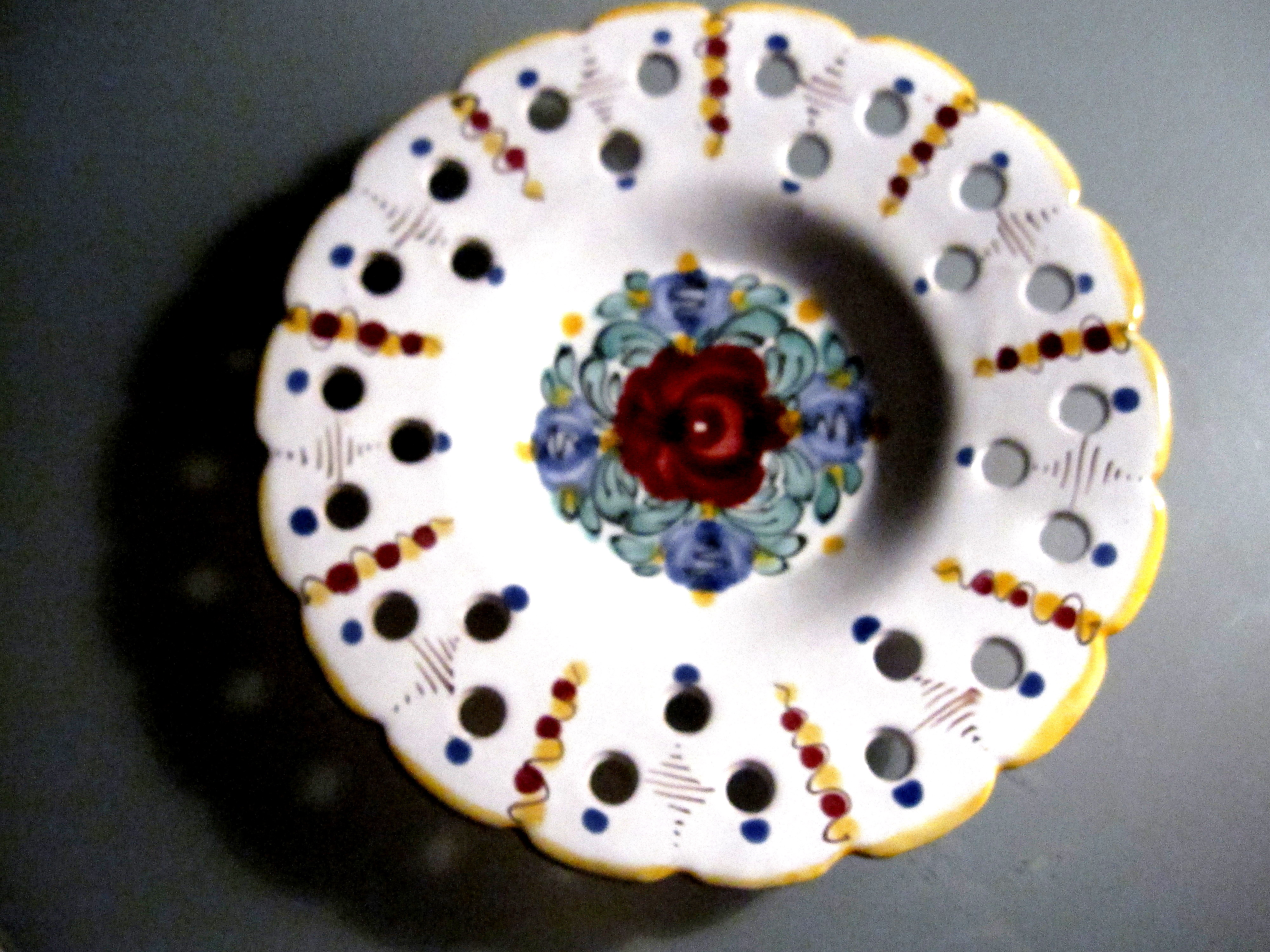
hlubší talíř
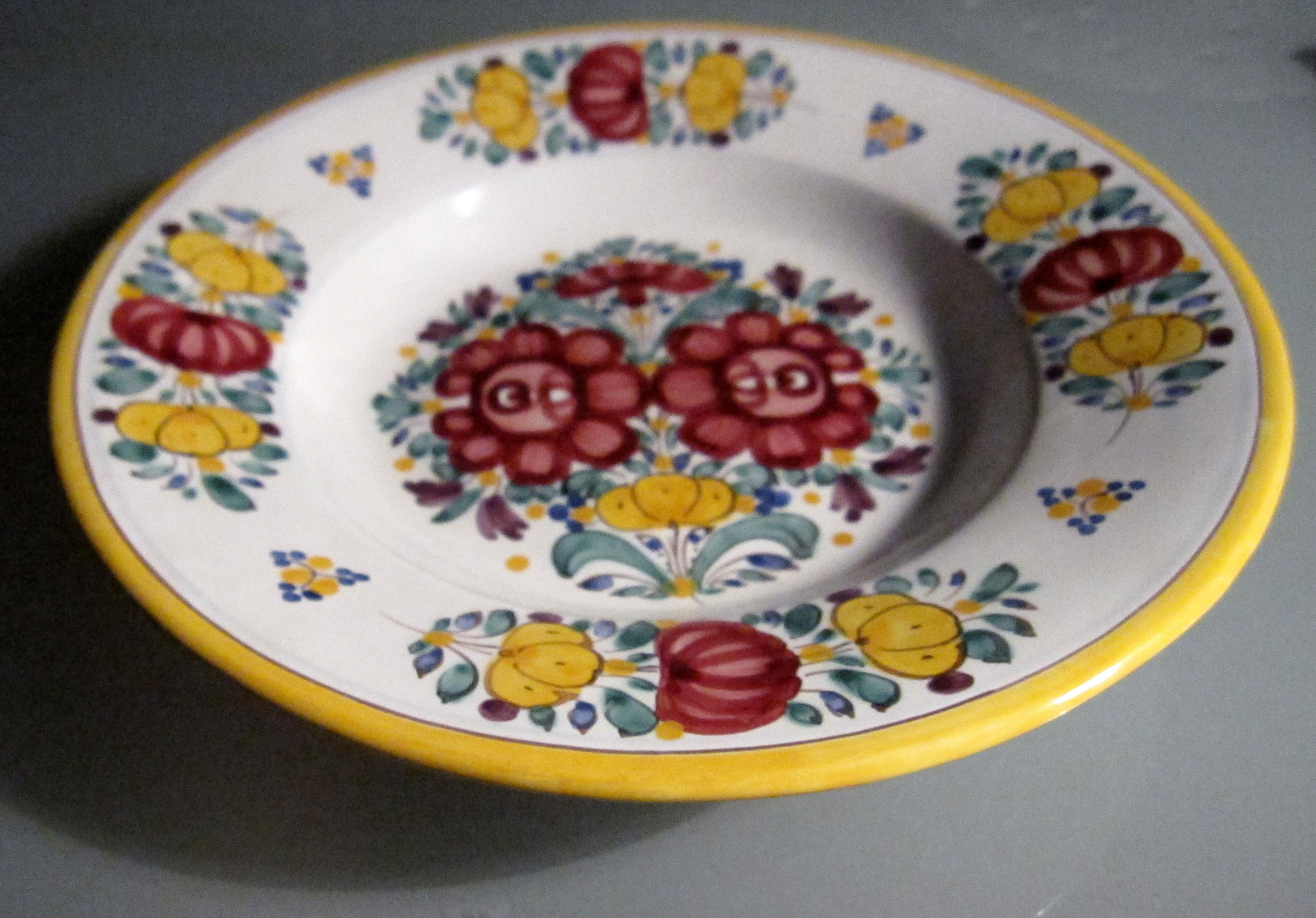
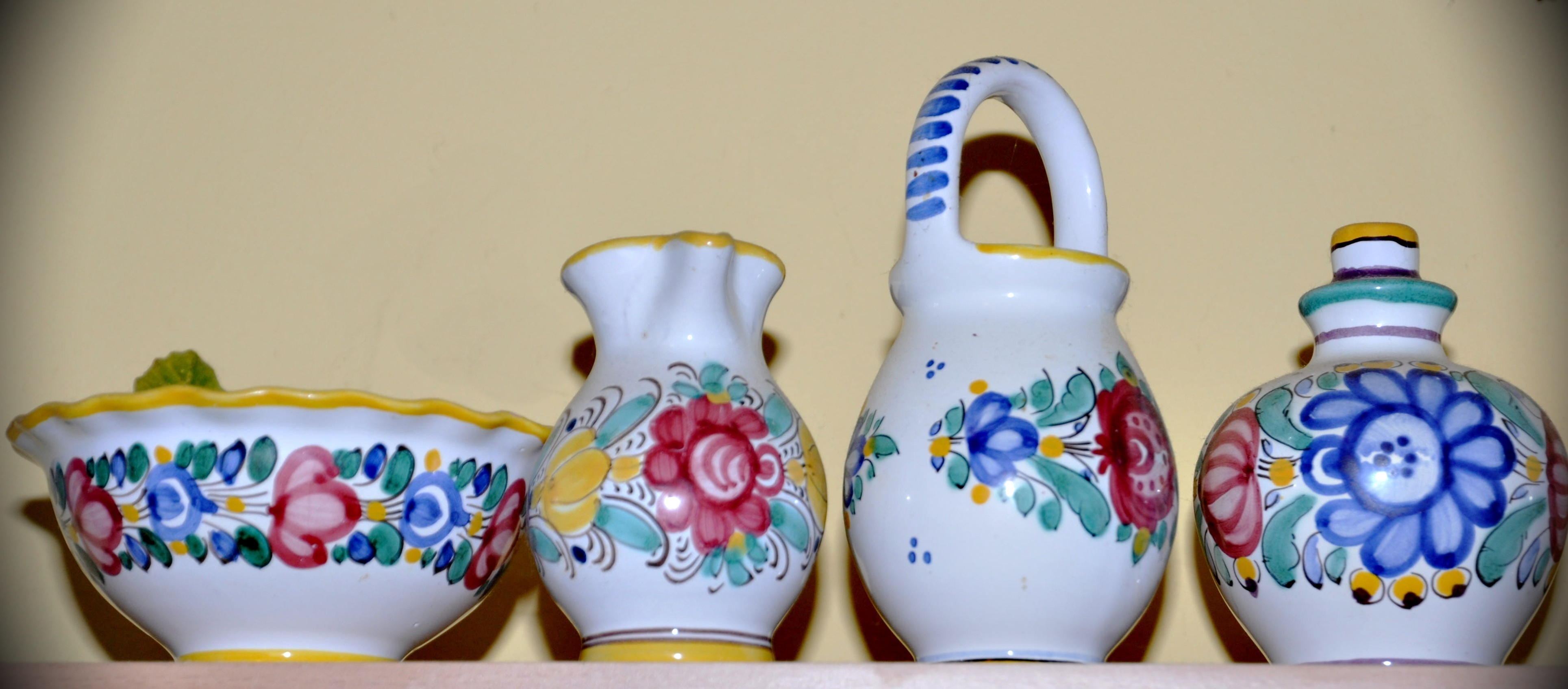
různá keramika
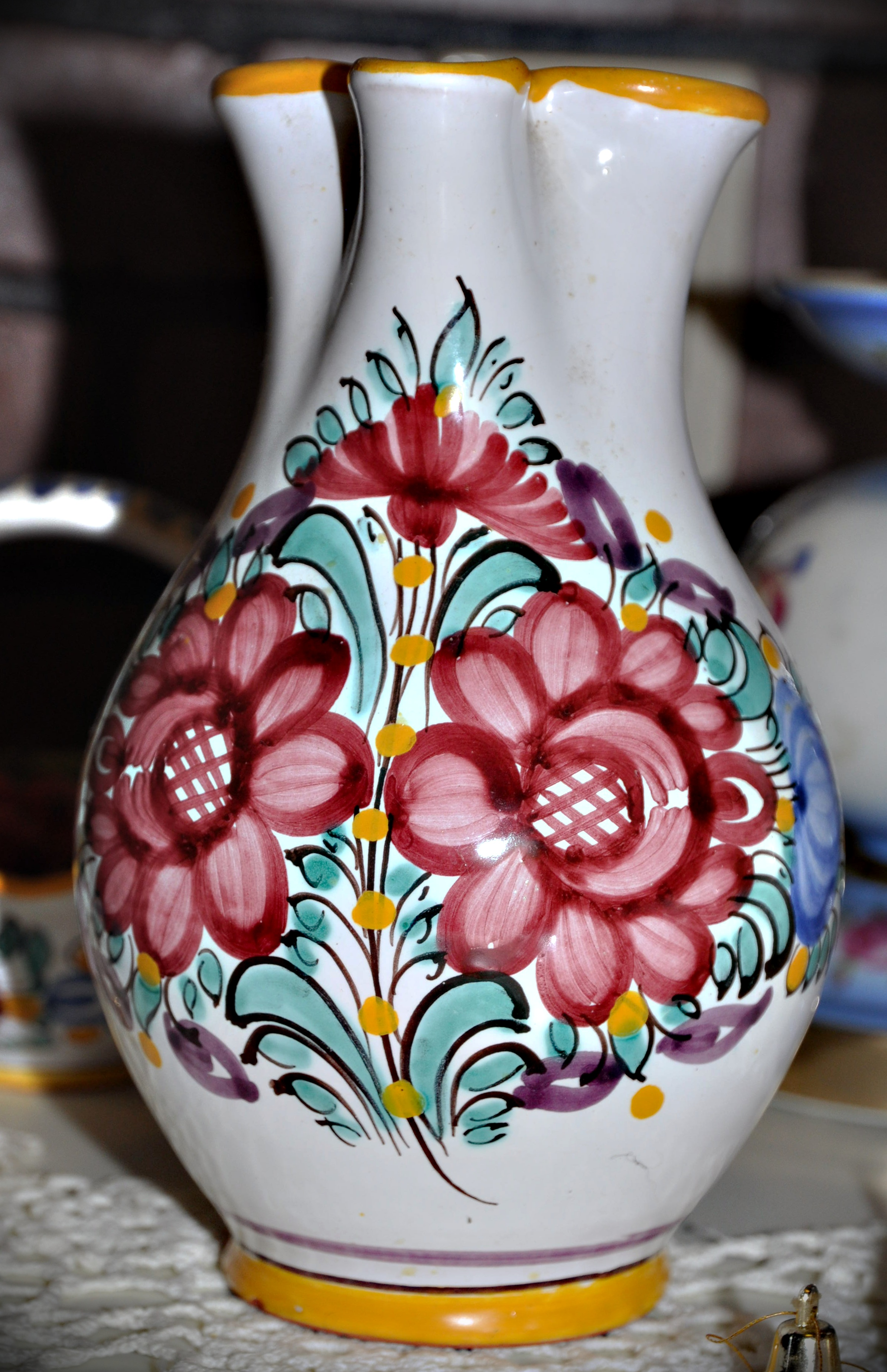
džbán - soukromá sbírka
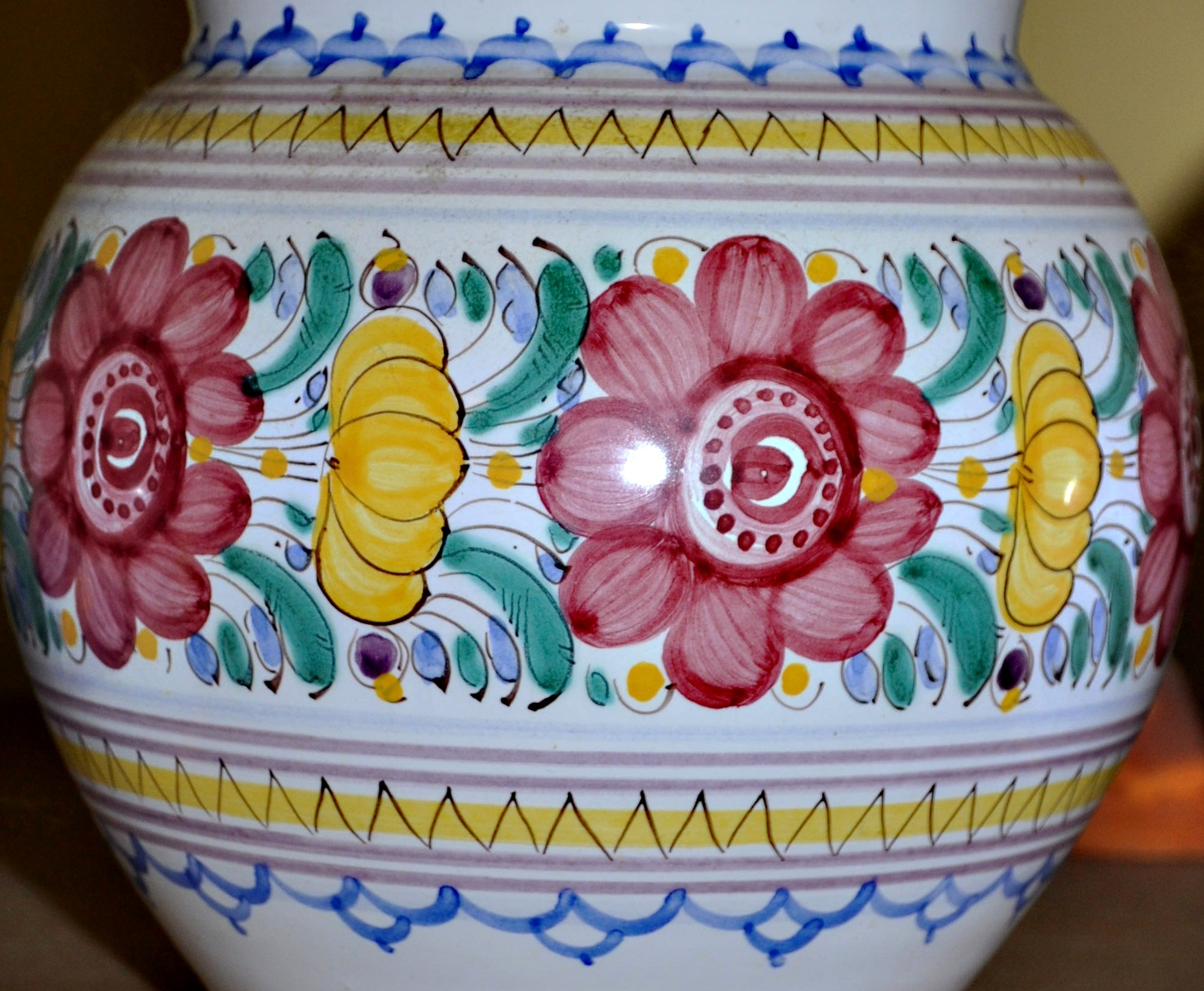
detailní vzor na váze